# Tuberculatus quercus
Tuberculatus quercus là một loài côn trùng trong họ Aphididae. Loài này được Kaltenbach miêu tả khoa học đầu tiên năm 1843.
Đây là loài gây hại phát triển phổ biến ở Uzbekistan.